# Live sådan
Live sådan er Gasolin's sjette album, der udkom i 1976. Den er indspillet i januar 1976 på Gasolin's vinterturné. Sangen "Hva' gør vi nu, lille du" er dog indspillet i maj 1976 i Sweet Silence Studio i København.
Billeder til coveret er fotograferet af Jørgen Angel.

## Spor
1. "Good Time Charlie" [live] (Gasolin'/Gasolin', Skip Malone)
2. "Kap Farvel til Umanarssuaq" [live] (Gasolin'/Gasolin')
3. "Legenden om Josha og Ming" [live] (Gasolin'/Gasolin')
4. "Masser af succes" [live] (Larsen/Larsen, M. Mogensen)
5. "Kvinde min" [live] (Larsen/Gasolin', M. Mogensen)
6. "Splittergal" [live] (Larsen, Jønsson, Beckerlee)
7. "Sjagge" [live] (T. Petersen, Gasolin'/Gasolin', M. Mogensen)
8. "Sort, sort, sort" [live] (Trad. Arr.: Kim Larsen)
9. "Alla-tin-gala" [live] (Larsen, Gasolin', M. Mogensen)
10. "The last Jim" [live] (Larsen, Beckerlee)
11. "Medley: Fi-fi dong/Det var Inga, Katinka og smukke Charley på sin Harley" [live]
12. "Rabalderstræde" [live] (Larsen, Jønsson/Gasolin', M. Mogensen)
13. "Keep On Knockin´" [live] (Penniman, Williams, Mayes)
14. "Refrainet er frit" [live] (Gasolin'/Gasolin', M. Mogensen)
15. "Hva' gør vi nu, lille du" (studieoptagelse) (Gasolin'/Gasolin', M. Mogensen)

### Ugentlige lister
| Hitliste (1976)             | Højeste placering |
| --------------------------- | ----------------- |
| Norge (VG-lista)            | 12                |
| Sverige (Sverigetopplistan) | 19                |